# Chapelle Saint-Avé-d'en-Bas
La Chapelle Saint-Avé-d'en-Bas, dite aussi Notre-Dame-du-Loc, est située  place Notre-Dame-du-Loc, à Saint-Avé dans le Morbihan.

## Historique
La chapelle a été bâtie de 1475 à 1494 par Olivier de Peillac et André de Coëtlagat, recteurs de Saint-Avé. Elle est construite en forme de croix latine.
Elle est surmontée d'un clocheton d'ardoise. La façade principale est ornée d'un portail à voussures, flanqué de deux contreforts à pinacles et surmonté d'un grand oculus.
Les sablières et les entraits à l'intérieur font l’objet d’un classement au titre des monuments historiques depuis le 11 octobre 1922.
La chapelle, son enclos et sa fontaine font l’objet d’un classement au titre des monuments historiques depuis le 22 juin 1932.

## Galerie

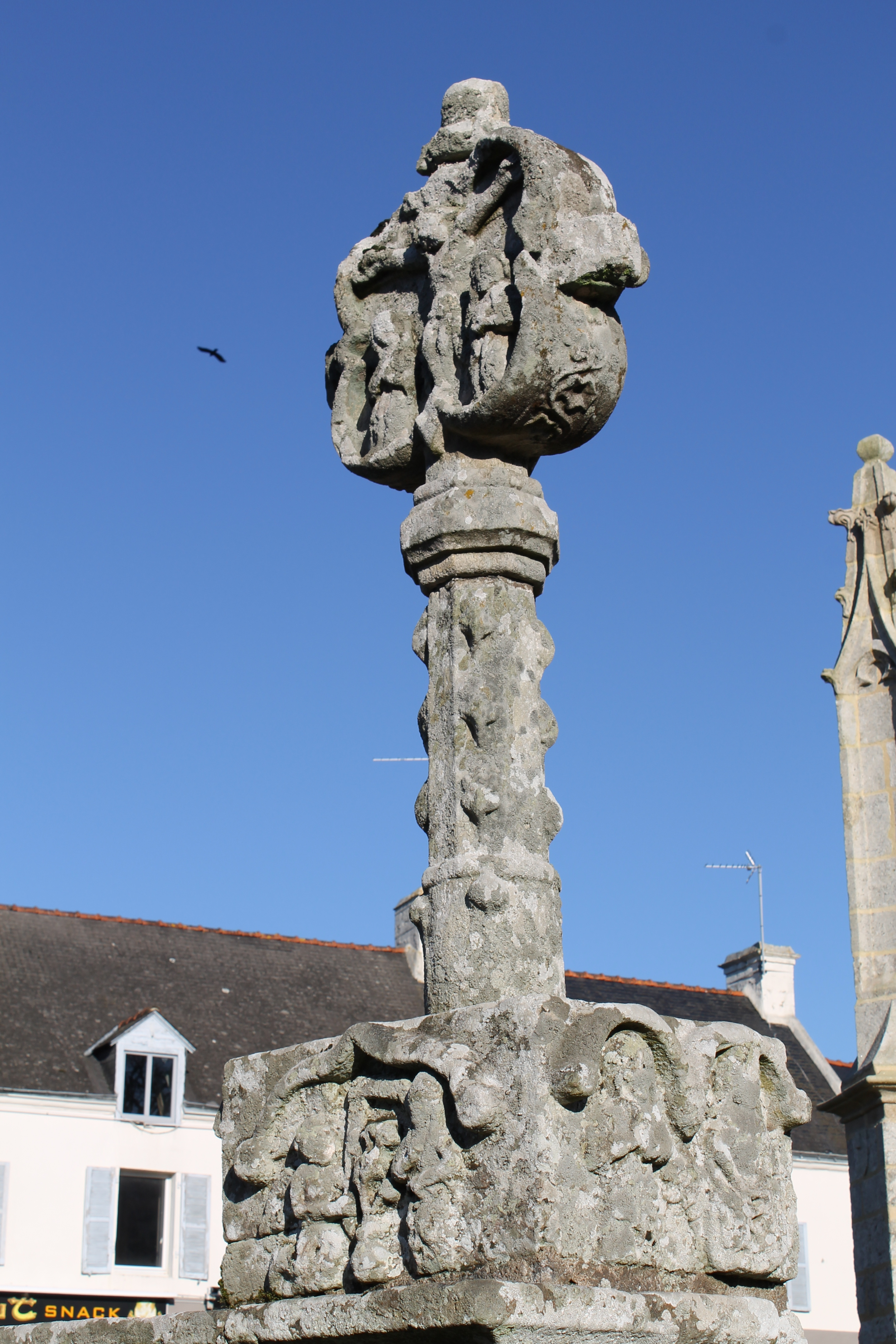
Croix à bannière de la chapelle.
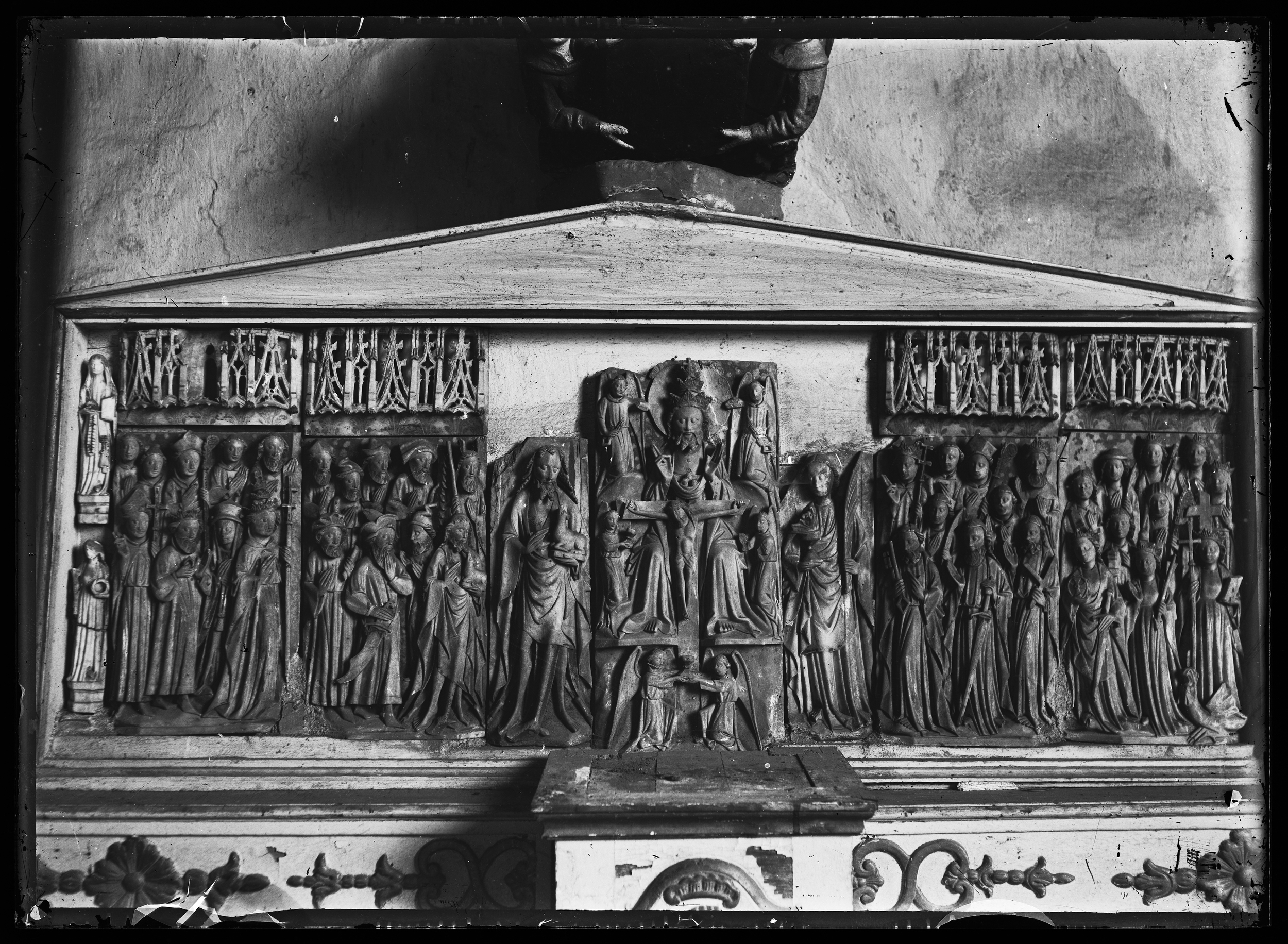
Retable de la chapelle.
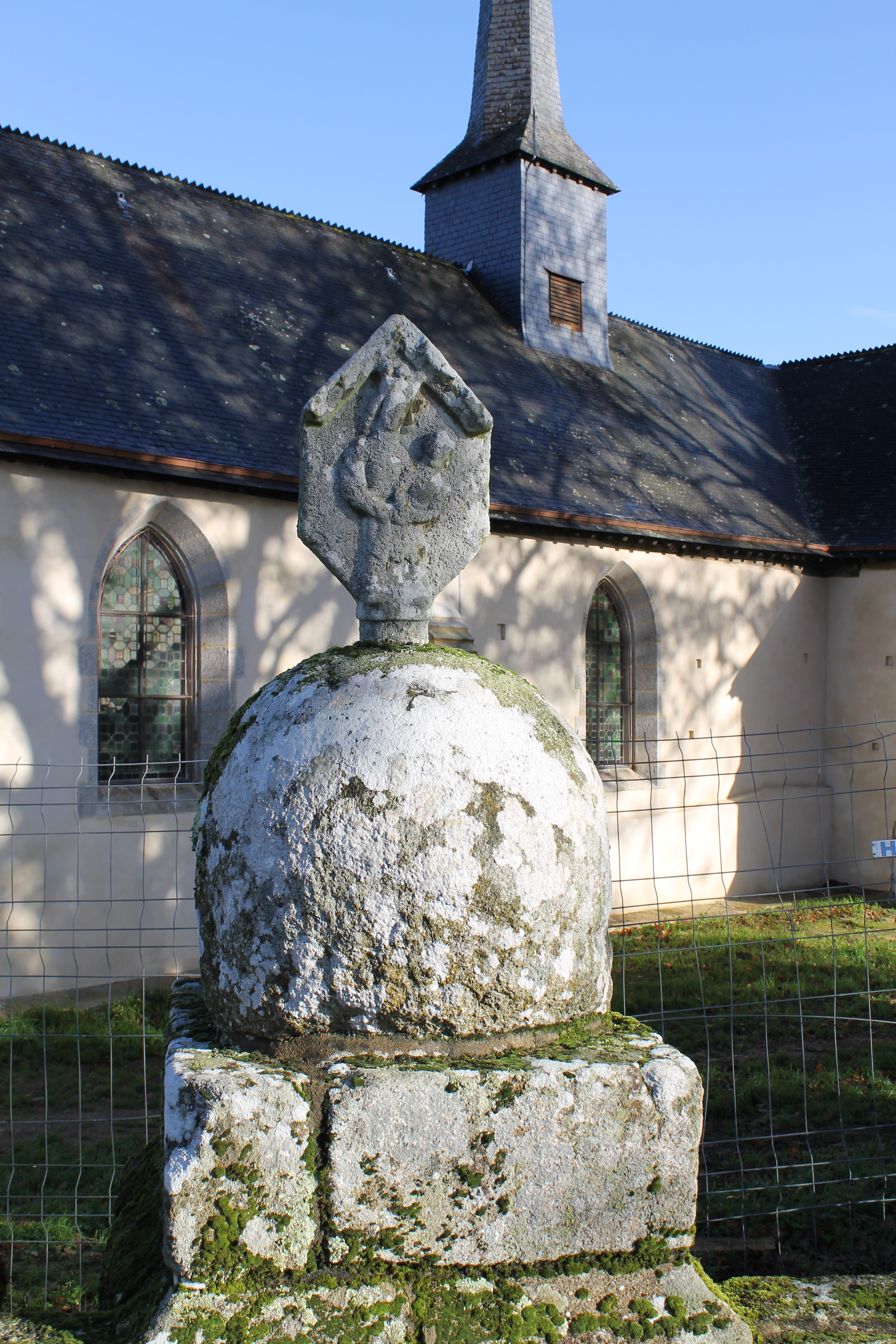
Lec'h de la chapelle.